# Gorgoroth
Gorgoroth är ett kontroversiellt norskt black metalband, bildat 1992 av Infernus. Bandet har gjort sig ökänt på grund av sina livespelningar som innehållit blod, djurhuvuden och korsfästa människor (ej fastspikade men fastknutna riktiga människor). Före detta sångaren "Gaahl" (Kristian Eivind Espedal) var bandets frontfigur och har deltagit i både dokumentärer och intervjuer. Gorgoroths album, Quantos Possunt ad Satanitatem Trahunt släpptes den 21 oktober 2009.

## Namntvist
År 2007 beslutade Gaahl och King att sparka Infernus från bandet då de ansåg att det bara varit de som bidragit musikaliskt på de senaste åren. Infernus, som var den enda kvarvarande originalmedlemmen i bandet, ansåg dock att de inte kunde sparka honom från ett band som han själv skapat. Han bjöd därför in nya musiker för att ersätta Gaahl och King, vilket ledde till att det, i väntan på ett domstolsbeslut, fanns två parallella band som båda hette Gorgoroth. Många från den norska (och nordiska) black metalscenen tog parti för den ena eller andra sidan. Först år 2009 kom ett definitivt beslut, då domstolen i Oslo beslutade att Infernus hade rätt till namnet och att Gaahl och King hade uteslutit sig själva. Skivbolaget Regain hade då redan valt att fortsätta samarbeta med Infernus version av bandet. Gaahl och King valde då att starta ett eget band vid namn God Seed.

## Medlemmar
Nuvarande medlemmar
- Infernus (Roger Tiegs) – basgitarr (1996, 1997, 1998), trummor, sång (1998), gitarr (1992– )
- Tomas Asklund – trummor (2007– )
- Atterigner (Stefan Todorovic) – sång (2012– )

Tidigare medlemmar
- Goat Pervertor (Rune Thorsnes) – trummor (1992–1994)
- Hat (Jan Åge Solstad) – sång (1992–1995)
- Kjettar – basgitarr (1993)
- Samoth (Tomas Thormodsæter Haugen) – basgitarr (1993–1994)
- Frost (Kjetil-Vidar Haraldstad) – trummor (1994–1996, 2006)
- Storm (Børge Boge) – basgitarr (1995)
- Ares (Ronny Hovland) – basgitarr (1995–1997)
- Grim (Erik Brødreskift) – trummor (1995–1996; död 1999)
- Pest (Thomas Kronenes) – sång (1995–1997, 2008–2012), gitarr (1996)
- Vrolok (Erik Hæggernes) – trummor (1996–1998)
- Tormentor (Bjørn Heyerdahl) – gitarr (1996–2002, 2008–2012), basgitarr, trummor (1998)
- T-Reaper (Torgrim Øyre) – basgitarr, sång (1998–1999)
- Gaahl (Kristian Espedal) – sång (1998–2007)
- King ov Hell (Tom Cato Visnes) – basgitarr (1999–2006, 2007)
- Sjt. Erichsen (Erlend Erichsen) – trummor (1999)
- Kvitrafn (Einar Selvik) – trummor (2000–2004)
- Bøddel (Frank Watkins) – basgitarr (2007– )

Turnerande medlemmar
- Vyl (Vegar Larsen) – trummor (2009–2011, 2014–2016, 2017– )
- Paimon (Błażej Kazimierz Adamczuk aka "Skyggen") – gitarr (2009– )
- Fábio Zperandio – gitarr (2011– )
- Guh.Lu ("Kekko") – basgitarr (2012– )
- Hoest (Ørjan Stedjeberg) – sång (2012, 2013, 2014– )
- Sykelig (Michael Siouzios) – gitarr
- Ivar Thormodsæter – trummor (1999)
- Frost (Kjetil-Vidar Haraldstad) – trummor (2001)
- Apollyon (Ole Jørgen Moe) – gitarr (2003–2004)
- Dirge Rep (Per Husebø) – trummor (2004–2007)
- Teloch (Morten Bergeton Iversen) – gitarr (2004–2005, 2007)
- Eihwaz (Stian Lægreid aka "Skagg") – gitarr (2005–2007)
- Garghuf (Daniel Robnik) – trummor (2007–2008)
- Nicholas Barker – trummor (2008)
- V'gandr (Ørjan Nordvik) – basgitarr (2010)
- Sture Woldmo – basgitarr (2011–2012)
- Phobos (Elefterios Santorinios) – trummor (2011–2012, 2015–2017)

## Diskografi
Demo
- 1993: A Sorcery Written in Blood
- 1994: Promo '94

Studioalbum
- 1994: Pentagram
- 1996: Antichrist
- 1997: Under the Sign of Hell
- 1998: Destroyer, or About How to Philosophize with the Hammer
- 2000: Incipit Satan
- 2003: Twilight of the Idols (In Conspiracy with Satan)
- 2006: Ad Majorem Sathanas Gloriam
- 2009: Quantos Possunt ad Satanitatem Trahunt
- 2011: Under the Sign of Hell 2011
- 2015: Instinctus Bestialis

Livealbum
- 2008: True Norwegian Black Metal – Live in Grieghallen

EP
- 1996: The Last Tormentor (live)

Singlar
- 2007: "Bergen 1996" (live)[1]

Samlingsalbum
- 2001: Destroyer, or About How to Philosophize with the Hammer / Incipit Satan
- 2003: Twilight of the Idols (In Conspiracy with Satan) / Incipit Satan

Video
- 2008: Black Mass Krakow 2004 - Live in Krakow (DVD)